# Префектура Шига
Шига (Јапански:滋賀県; Shiga-ken) је префектура у Јапану која се налази у региону Кансај на острву Хоншу. Главни град је Оцу.